# Sân khấu kịch Idecaf
Sân khấu kịch Idecaf hay Nhà hát kịch Idecaf (tên giao dịch: Công ty trách nhiệm hữu hạn Sân khấu và Nghệ thuật Thái Dương) là một đơn vị chuyên tổ chức các chương trình nghệ thuật dành cho thiếu nhi và những vở kịch thuộc nhiều thể loại khác nhau. Sân khấu có trụ sở chính tại số 28 Lê Thánh Tôn, Quận 1, Thành phố Hồ Chí Minh và một cơ sở phụ nằm ở số 7 đường Trần Cao Vân.
Sân khấu được thành lập vào tháng 9 năm 1997 do nghệ sĩ múa rối Huỳnh Anh Tuấn   làm giám đốc.

## Diễn viên

### Còn cộng tác
| - NGƯT Diệu Đức - Lê Huỳnh Mỹ Duyên (NSƯT Mỹ Duyên) - Bùi Đại Nghĩa (NSƯT Đại Nghĩa) - NSƯT Bảo Trí - Liễu Thị Tuyết Thu (NSƯT Tuyết Thu) - Nguyễn Thành Tùng (NSƯT Bạch Long) - Huỳnh Thị Thanh Thủy - Nguyễn Thị Hoàng Trinh - Vũ Đình Toàn - Phạm Thị Hồng Ánh - Nguyễn Trung Dân - Quang Thảo - Nguyễn Hoà Hiệp - Nguyễn Chí Tâm - Lê Quốc Tuấn - Lê Quốc Thịnh - Trịnh Minh Dũng - Vũ Phi Nga - Mai Ngọc Phượng (Mai Phượng) - Nguyễn Lê Đông Hải - Trà Thị Kim Ngọc (Trà Ngọc) - Việt Trang | - Bảo Cường - Phạm Yến - Thái Hiển - Nguyễn Tâm Anh - Cẩm Hò - Tiêu Minh Phụng - Minh Sang - Quách Bình - Ngọc Ánh - Thuý Vy - Kim Thanh - Trung Tín - Cường Thân - Xuân Trường - Thu Ngân - Lương Thị Ngọc Nguyên - Nhóm Múa Nhà Hát Nụ cười Cùng các diễn viên trẻ của sân khấu kịch Idecaf |

### Từng cộng tác
- Châu Thị Kim Xuân (NSND Kim Xuân)
- Trần Thị Thanh Vy (NSND Thanh Vy)
- Nguyễn Thành Lộc (NSƯT Thành Lộc)
- Nguyễn Hữu Châu (NSƯT Hữu Châu)
- Hứa Thành Hội (NSƯT Thành Hội)
- Nguyễn Nguyễn Trinh Trinh (NSƯT Trinh Trinh)
- Phạm Thị Ngọc Trinh (NSƯT Ngọc Trinh)
- Nguyễn Hữu Quốc (NSƯT Hữu Quốc)
- Trương Hùng Minh (NSƯT Minh Nhí)
- Hồ Thị Ái Như
- Hà Thị Thu Ba (Tú Trinh)
- Nguyễn Đức Thịnh
- Nguyễn Hương Giang
- Lương Thế Thành
- Đỗ Như Cát Phượng
- Nguyễn Thị Phi Phụng
- Lê Thị Phương Dung
- Lê Kim Khánh (Lê Khánh)
- Nguyễn Tuấn Khôi
- Nguyễn Tuấn Khải
- Mai Nguyễn Thanh Phương (†)
- Trang Dương Lê Phương
- Nguyễn Ngọc Thùy Trang (Vân Trang)
- Nguyễn Quốc Trường Thịnh
- Lê Dương Bảo Lâm
- Nguyễn Trương Hạ
- Hồ Giang Bảo Sơn
- Trang Tuyền
- Ngọc Xuyên
- Ngô Phương Anh
- Phạm Huy Tứ
- Hoàng Thái Quốc
- Nguyễn Đức Chung (Don Nguyễn)
- Mạnh Hùng
- Lê Quốc Trung
- Võ Minh Lâm
- Lệ Trinh
- Huỳnh Thiện Trung
- Minh Mẫn
- Mai Thanh Tú
- Trần Phong
- Huỳnh Thanh Khang
- Nguyễn Lê Bá Thắng
- Ngọc Tâm
- Hòa Thuận
- Xuân Thùy
- Kim Duyên
- Thúy Diễm
- Võ Nam Trung
- Phan Thu Huyền
- Đặng Thanh Vân
- Minh Trí
- Nguyễn Quốc Khánh
- Nguyễn Thị Ái Vân (Vy Vân)
- Trương Hoàng Oanh
- Kim Ngọc
- Võ Thành Tâm
- Nguyễn Điền Vũ Minh (†)
- Nguyễn Hùng Lâm
- Võ Thanh Trung
- Vũ Ngọc Trâm
- Thu Hiền
- Bé Khánh Linh
- Bé Quốc Trí
- Nhóm Nụ Cười

## Đạo diễn

### Còn cộng tác
- Vũ Đình Toàn
- Nguyễn Thành Tùng (NSƯT Bạch Long)
- Huỳnh Thị Thanh Thủy
- Nguyễn Quang Thảo
- Nguyễn Hùng Lâm
- Nguyễn Tâm Anh

### Từng cộng tác
- Nguyễn Thành Lộc (NSƯT Thành Lộc)
- Nguyễn Hữu Châu (NSƯT Hữu Châu)
- Hứa Thành Hội (NSƯT Thành Hội)
- Hồ Thị Ái Như
- Nguyễn Điền Vũ Minh (†)
- Nguyễn Tuấn Khôi

## Tác phẩm

### Nhà hát Kịch Idecaf
- Phối hợp cùng Viện Trao đổi Văn hóa với Pháp

#### Giai đoạn 2023 – nay
- Giai đoạn do NS Đình Toàn giữ vị trí Giám đốc nghệ thuật
| Năm (công diễn/tái công diễn) | Tên vở diễn                              | Đạo diễn             | Ghi chú                                                                                                 |
| ----------------------------- | ---------------------------------------- | -------------------- | --- |
| 2023                          | Thuốc đắng giả tật                       | Hùng Lâm – Đình Toàn | Tái dựng từ vở Thuốc đắng giã tật Phóng tác từ vở Người bệnh tưởng của nhà viết kịch người Pháp Molière |
| 2023                          | Bí mật giếng làng Khủm                   | Thanh Thủy           | Tái dựng từ vở Bí mật giếng làng Khủm                                                                   |
| 2023                          | Sắc màu                                  | Hùng Lâm – Đình Toàn | Tái dựng từ vở Sắc màu (2017)                                                                           |
| 2023                          | Tơ duyên                                 | Hùng Lâm – Đình Toàn | Tái dựng từ vở Tơ duyên (2011)                                                                          |
| 2023                          | Một ngày làm vua                         | Hùng Lâm – Đình Toàn | Tái dựng từ vở Một ngày làm vua (2006)                                                                  |
| 2023                          | Bích Hoa – Cô là ai                      | Quang Thảo           | |
| 2023                          | Hãy yêu nhau đi                          | Hùng Lâm – Đình Toàn | Tái dựng từ vở Hãy yêu nhau đi (2003)                                                                   |
| 2023                          | Hé-lô ông thần!                          | Hùng Lâm – Đình Toàn | Tái dựng từ vở Phép lạ (2004)                                                                           |
| 2024                          | Vàng ơi là vàng!                         | Hùng Lâm – Đình Toàn | Tái dựng từ vở Cái tráp vàng                                                                            |
| 2024                          | Tấm Cám đại chiến                        | Hùng Lâm – Đình Toàn | Tái dựng từ vở Tấm Cám                                                                                  |
| 2024                          | Má ơi út dìa!                            | Thanh Thủy           | Tái dựng từ vở Tiếng vạc sành (2004)                                                                    |
| 2024                          | Tía ơi má dìa!                           | Vũ Minh – Đình Toàn  | Tái dựng từ vở Tía ơi má dìa! (2012)                                                                    |
| 2024                          | 12 bà mụ                                 | Hùng Lâm – Đình Toàn | Tái dựng từ vở 12 bà mụ (2003)                                                                          |
| 2024                          | Dưới bóng giai nhân                      | Quang Thảo           | Cảm tác từ Truyện Kiều của đại thi hào Nguyễn Du                                                        |
| 2025                          | Lương Bá Sơn – Chúc Anh Đài ngoại truyện | Đình Toàn            | Cảm tác từ truyền thuyết Lương Sơn Bá – Chúc Anh Đài                                                    |
| 2025                          | Cái gì Vui vẻ thì mình Ưu tiên           | Tâm Anh              | |

#### Giai đoạn 1997 – 2023
- Giai đoạn do NSƯT Thành Lộc giữ vị trí Giám đốc nghệ thuật
- 12 bà mụ
- Ả cave nhà hàng Maxim's
- Ác nhân cốc
- Ai là tỷ phú?
- Ánh trăng vàng
- Âm mưu và tình yêu
- Bất ngờ chưa bà già
- Bầu rượu càn khôn
- Bệnh sĩ
- Bí mật giếng làng Khủm
- Bí mật vườn Lệ Chi
- Bikini
- Bóng ma
- Bông hồng cài áo
- Bông hoa phù thủy
- Bởi vì ta yêu nhau
- Ca sĩ ngôi sao
- Cậu Đồng
- Cái đẹp đè bẹp cái nết
- Cái tráp vàng
- Cần có ai đó để yêu thương
- Chiếc vòng cầu hôn
- Chiếc vòng gia bảo
- Chồng nhái
- Chúng ta là gia đình
- Chuyện làng Ung
- Chuyện miệt đồng
- Cô chủ quán xinh đẹp
- Cô dâu chạy trốn
- Cơn mê cuối cùng
- Chuộc chiến sui gia
- Chú mèo đi hia
- Cuộc phiêu lưu của cậu bé người gỗ Pinocchio
- Cuộc phiêu lưu của cậu bé Hạnh Phúc
- Cuộc chơi nghiệt ngã
- Cũng cần có nhau
- Cưới vợ cho ai
- Cướp dâu
- Dạ cổ hoài lang
- Đại Tốt
- Độc chiêu
- Đời bỗng dưng yêu
- Đèn lồng đỏ treo cao
- Đùa với bóng
- Đứa con tiền kiếp
- Gươm lạc giữa rừng hoa
- Em em chị chị
- Hạnh phúc của quỷ
- Hạnh phúc trên đồi hoa máu
- Hãy khóc đi em
- Hãy yêu nhau đi
- Hé-lô ông thần
- Hoàng tử ếch và công chúa mập
- Hoàng đế cờ lau Đinh Bộ Lĩnh
- Hoàng tử chăn lợn
- Học làm sang
- Hòn đảo mộng mơ
- Hồn bướm mơ điên
- Hồn Trương Ba da hàng thịt
- Hồn Trương Phi da hàn tỷ
- Hợp đồng mãnh thú
- Huyền thoại Thánh Gióng
- Hương tình
- Khalip
- Khoảnh khắc tình yêu
- Lão ớt
- Lẩu trăn
- Linh vật hoàng triều
- Lòng mẹ
- Lời nguyền phù thủy
- Mặt nạ bong bóng
- Mối tình trong trắng
- Một cuộc đời bị đánh cắp
- Một ngày làm vua
- Mơ giấc tình tình
- Miêu Nữ hí Miêu Gia
- Mụ phù thủy và hai em bé
- Mưu bà Tú
- Nắng sớm mưa chiều
- Ngũ quý kỳ phùng
- Người đàn bà đức hạnh
- Ngôi nhà anh túc
- Ngôi nhà không có đàn ông
- Người đàn bà không ngủ
- Người lạ, người thương, rồi người dưng
- Người mua hạnh phúc
- Người thứ 12 bis may mắn
- Người tốt nhà số 5
- Người trong bóng tối
- Nhất vợ nhì trời
- Những con ma nhà hát
- Nụ cười của biển
- Núi Himala Làng
- Những em bé ngoan và phù thủy bóng đêm
- Người đẹp và quái vật
- Nàng Bạch Tuyết và 7 chú lùn
- Phượng hoàng và cây khế
- Pháp sư xuống núi
- Phép lạ
- Quan huyện về làng
- Quan thích làm quan
- Quyền lực tình yêu
- Sát thủ 2 mảnh
- Sát thủ 2 mảnh 2: Lùng người trong mộng
- Sát thủ 2 mảnh 3: Họng súng vô hình
- Sắc màu
- Shakespeare đang nguy
- Sông dài
- Sơn ca không hót
- Thánh Gióng
- Trưng nữ vương
- Trần Quốc Toản ra quân
- Truyền thuyết Sơn Tinh Thủy Tinh
- Thạch Sanh - Lý Thông
- Tám người đàn bà
- Thám tử si tình
- Thằng Bợm có cái đầu to
- Tấm Cám
- Tấm Cám đại chiến
- Tấm da hổ
- Thú yêu thương
- Thuốc đắng giã tật
- Thuyền tình
- Thử yêu lần nữa
- Thử yêu lần nữa 2: Màu của tình yêu
- Thử yêu lần nữa 3: Cám ơn mình đã yêu em
- Tía ơi má dìa
- Tiên Nga
- Tiếng vạc sành
- Tin ở hoa hồng
- Tình gần
- Tình yêu chạy trốn
- Tình yêu dành cho hai người
- Tình yêu không thiên đường
- Tôi chờ ông đạo diễn
- Tôi là ai?
- Tơ duyên
- Trái tim nhảy múa
- Trắng, xanh, vàng, đỏ
- Trùm lừa
- Tứ đại mỹ nhân
- Vàng hay bạc nhái
- Vàng ơi là vàng
- Vẻ đẹp hoàn hảo
- Vua thánh triều Lê
- Vùng đất cấm
- Xóm nhỏ Sài Gòn
- Xóm vịt trời
- Yêu đi thôi

#### Chương trìnhChuyện ngày xưa(2000 – 2005)
- Phối hợp cùng Đài Truyền hình Thành phố Hồ Chí Minh
- Chuyện ngày xưa 1 (HTV): Ông già và cục bướu
- Chuyện ngày xưa 2 (HTV): Hai người bạn đồng hành
- Chuyện ngày xưa 3 (HTV): Lọ nước thần
- Chuyện ngày xưa 4 (HTV): Câu chuyện dưới ánh trăng
- Chuyện ngày xưa 5 (HTV): Người hóa dế
- Chuyện ngày xưa 6 (HTV): Vị hoàng tử hạnh phúc
- Chuyện ngày xưa 7 (HTV): Bí mật của nhà vua
- Chuyện ngày xưa 8 (HTV): Hũ bạc của ông già đốt than
- Chuyện ngày xưa 9 (HTV): Hai chị em rắn thần
- Chuyện ngày xưa 10 (HTV): Người thợ dệt thảm
- Chuyện ngày xưa 11 (HTV): Con gái người chăn cừu
- Chuyện ngày xưa 12 (HTV): Chú rùa thần kỳ
- Chuyện ngày xưa 13 (HTV): Chiếc gương diệu kỳ
- Chuyện ngày xưa 14 (HTV): Nàng công chúa kiêu căng
- Chuyện ngày xưa 15 (HTV): Chú Cuội
- Chuyện ngày xưa 16 (HTV): Cây rìu vàng
- Chuyện ngày xưa 17 (HTV): Nàng công chúa và bầy thiên nga
- Chuyện ngày xưa 18 (HTV): Hoa tuyết
- Chuyện ngày xưa 19 (HTV): Thần lửa và những chú chim nhỏ
- Chuyện ngày xưa 20 (HTV): Sự tích cây nêu ngày tết
- Chuyện ngày xưa 21 (HTV): Sự tích trái thơm
- Chuyện ngày xưa 22 (HTV): Chiếc vòng của sự thật
- Chuyện ngày xưa 23 (HTV): Cái lu thần
- Chuyện ngày xưa 24 (HTV): Cô bé dũng cảm
- Chuyện ngày xưa 25 (HTV): Bông hoa kỳ lạ
- Chuyện ngày xưa 26 (HTV): Sự tích mặt trăng
- Chuyện ngày xưa 27 (HTV): Tình bạn
- Chuyện ngày xưa 28 (HTV): Quả cam quý
- Chuyện ngày xưa 29 (HTV): Câu chuyện anh học trò
- Chuyện ngày xưa 30 (HTV): Heo con xây nhà
- Chuyện ngày xưa 31 (HTV): Người bạn tốt
- Chuyện ngày xưa 32 (HTV): Câu chuyện mùa xuân
- Chuyện ngày xưa 33 (HTV): Ai làm việc nhiều hơn?
- Chuyện ngày xưa 34 (HTV): Thương mẹ
- Chuyện ngày xưa 35 (HTV): Kết bạn
- Chuyện ngày xưa 36 (HTV): Hai anh em
- Chuyện ngày xưa 37 (HTV): Hạt giống tốt
- Chuyện ngày xưa 38 (HTV): Nụ cười
- Chuyện ngày xưa 39 (HTV): Sự tích chim quốc
- Chuyện ngày xưa 40 (HTV): Bà chúa tuyết
- Chuyện ngày xưa 41 (HTV): Cô bé rơm
- Chuyện ngày xưa 42 (HTV): Sự tích con khỉ
- Chuyện ngày xưa 43 (HTV): Bé Chuối
- Chuyện ngày xưa 44 (HTV): Gia tài của cha
- Chuyện ngày xưa 45 (HTV): Món quà quý nhất
- Chuyện ngày xưa 46 (HTV): Hoa râm bụt
- Chuyện ngày xưa 47 (HTV): Đôi giày đỏ
- Chuyện ngày xưa 48 (HTV): Món quà của vị thần muôn thần
- Chuyện ngày xưa 49 (HTV): Cha đỡ đầu
- Chuyện ngày xưa 50 (HTV): Hoàng tử không cười
- Chuyện ngày xưa 51 (HTV): Bác sĩ nha khoa
- Chuyện ngày xưa 52 (HTV): Cô gái lắm lời
- Chuyện ngày xưa 53 (HTV): Ông thần dỏm
- Chuyện ngày xưa 54 (HTV): Niềm vui của của mặt trời
- Chuyện ngày xưa 55 (HTV): Cá sấu nhỏ trong rừng
- Chuyện ngày xưa 56 (HTV): Hạt lúa mì của sẻ con
- Chuyện ngày xưa 57 (HTV): Lớp học trong rừng
- Chuyện ngày xưa 58 (HTV): Ba điều khờ dại (phần 1)
- Chuyện ngày xưa 59 (HTV): Ba điều khờ dại (phần 2)
- Chuyện ngày xưa 60 (HTV): Căn nhà bí mật (phần 1)
- Chuyện ngày xưa 61 (HTV): Căn nhà bí mật (phần 2)
- Chuyện ngày xưa 62 (HTV): Giải cứu mùa xuân (phần 1)
- Chuyện ngày xưa 63 (HTV): Giải cứu mùa xuân (phần 2)
- Chuyện ngày xưa 64 (HTV): Anh chàng mưu trí, Mua bóng râm

#### Chương trìnhNgày xưa ngày xưa(2001 – nay)
- NXNX 1: Tấm Cám
- NXNX 2: Nàng công chúa ngủ trong rừng
- NXNX 3: Dế mèn phiêu lưu kí
- NXNX 4: Hoàng tử Sọ Dừa
- NXNX 5: Cô bé Lọ Lem
- NXNX 6: Người đẹp và quái vật
- NXNX 7: Nàng tiên cá
- NXNX 8: Công chúa Chích Chòe
- NXNX 9: Aladdin và đủ thứ thần
- NXNX 10: Huyền thoại nữ thần Lee Kim Chi
- NXNX 11: Cậu bé rừng xanh
- NXNX 12: Nàng Bạch Tuyết lạc bảy chú lùn
- NXNX 13: Na Tra đại náo thủy cung
- NXNX 14: Sơn Tinh Thủy Tinh
- NXNX 15: Hoàng tử Ai Cập
- NXNX 16: Chyện thần tiên xứ Phù Tang
- NXNX 17: Thánh Gióng & Lá cờ thêu sáu chữ vàng
- NXNX 18: Chàng Lang Thang và nàng Tùy Tiện
- NXNX 19: Phù thủy lắm chiêu
- NXNX 20: Cậu bé khoai lang tây và ba bà tiên
- NXNX 21: Võ công tiểu quái
- NXNX 22: An - Ly và thần băng giá
- NXNX 23: Những đứa con của rồng
- NXNX 24: Chúa tể muôn loài
- NXNX 25: Hoàng tử xấu xí và cô gái tóc vàng
- NXNX 26: Hoàng tử gấu và hạt đậu thần
- NXNX 27: Cuộc chiến của ông kẹ và các bà mẹ
- NXNX 28: Nàng công chúa đi lạc
- NXNX 29: Bảo tàng quái vật
- NXNX 30: Hoàng tử công chúa và chín vị thần bị bắt
- NXNX 31: Alibaba với đầy đủ 40 tên cướp với lại cây đèn thần của Aladdin nữa đó
- NXNX 32: Truy tìm thủy long kiếm
- NXNX 33: Cuộc phiêu lưu của thuyền trưởng Sinbad: Đại chiến nàng tiên cá
- NXNX 34: Nàng công chúa và chiếc áo tầm gai
- NXNX 35: Cuộc phiêu lưu của thuyền trưởng Sinbad: Huyền thoại Mắt Thần

#### Chương trình Chuyện Thần tiên (2007 – nay)
- Được xem Ngày xưa ngày xưa – Phần II
- CTT 1: Cô bé tí hon lạc vào xứ thần tiên (2007)
- CTT 2: Con gái nàng tiên Cá (2008)
- CTT 3: Tề Thiên Đại Thánh đại chiến Hồng Hài Nhi (2009)
- CTT 4: Tề Thiên Đại Thánh đại náo thiên cung (2011)
- CTT 5: Cuộc phiêu lưu của cậu bé búp bê (2024)

#### Chương trìnhSử Việt học đường(2024 – nay)
- Phối hợp cùng Nhà Văn hóa Thanh niên Thành phố Hồ Chí Minh
- Đức Thượng công Tả quân Lê Văn Duyệt – Người mang 9 án tử (2024)
- Lệ Chi Viên (2025)

### Sân khấu Múa rối nước Rồng Vàng
- Phối hợp cùng Cung Văn hóa Lao động Thành phố Hồ Chí Minh

### Nhà hát Thanh niên
- Phối hợp cùng Nhà Văn hóa Thanh niên Thành phố Hồ Chí Minh
- Bất ngờ chưa bà già
- Thanh Xà Bạch Xà: Ngàn năm tỉnh mộng
- Ai là hung thủ
- Cuộc chiến
- Lạc lối ở Bangkok
- Đại hội yêu quái – 7 con yêu nhền nhện
- Hẹn em kiếp sau
- Nam nhân kế
- Đại minh tinh
- Tung hoành Pattaya

## Cải lương
- Chương trình kỷ niệm 55 nghệ sĩ Bạch Long: Ăn cơm tổ, khổ vẫn cười
- Cóc kiện trời
- Con bạch mã và củ cải khổng lồ
- Long lân quy phụng

## Phim
- Ngày xửa ngày xưa 3: Cái chum kỳ diệu
- Cây tre trăm đốt
- Sự tích cây vú sữa

## Kịch rối Nụ Cười
- Hoàng tử Ai Cập
- Na Tra đại náo thủy cung
- Lễ hội trăng rằm đón mừng trung thu
- Aladdin và cây đèn thần
- Tề Thiên Đại Thánh đại chiến Hồng Hài Nhi
- Cậu bé rừng xanh
- Huyền thoại về nữ thần Lee Kim Chi
- Truyền thuyết Sơn Tinh Thủy Tinh
- Ăn kế trả vàng
- An-Ly và thần băng giá
- Cô bé Lọ Lem
- Happy Halloween 2021
- Lọ nước thần
- Bạch Tuyết và 7 chú lùn
- Nàng tiên cá

## Giải thưởng
Là cái nôi của nhiều diễn viên sân khấu tài năng lúc bấy giờ, sân khấu Idecaf đã giành được nhiều giải thưởng cho cả tập thể và cá nhân.
- Huy chương vàng Liên hoan sân khấu mùa thu 1998 cho Thanh Thủy
- Diễn viên ấn tượng năm 2000 cho Thanh Thủy
- Giải thưởng Hội sân khấu Việt Nam 2007 cho vở kịch Bí mật vườn Lệ Chi
- Giải nhất hạng mục sân khấu giải thưởng Văn học Nghệ thuật TP. HCM 2018 cho vở Tiên Nga

| Năm  | Giải Thưởng                               | Hạng Mục                                   | Đề Cử Cho                                                                                           | Kết Quả         |
| ---- | ----------------------------------------- | ------------------------------------------ | --------------------------------------------------------------------------------------------------- | --------------- |
| 1997 | Giải Cù Nèo Vàng                          | Nghệ sĩ có đóng góp to lớn                 | Thành Lộc                                                                                           | Đoạt giải       |
| 1998 | Giải Mai Vàng                             | Nam nghệ sĩ kịch nói                       | Cậu Đồng - Thành Lộc                                                                                | Đoạt giải       |
| 1998 | Giải Mai Vàng                             | Nữ nghệ sĩ kịch nói                        | Xóm nhỏ Sài Gòn - Thanh Thủy                                                                        | Đoạt giải       |
| 1999 | Giải Mai Vàng                             | Giải thưởng do bạn đọc bình chọn           | Thanh Thủy                                                                                          | Đoạt giải       |
| 2000 | Giải Mai Vàng                             | Nam nghệ sĩ kịch nói                       | Cái tráp vàng - Hữu Châu                                                                            | Đoạt giải       |
| 2002 | Giải Mai Vàng                             | Nam nghệ sĩ kịch nói                       | Người trong bóng tối - Thành Lộc                                                                    | Đoạt giải       |
| 2003 | Giải Mai Vàng                             | Đạo diễn sân khấu                          | Tiếng vạc sành - Thanh Thủy                                                                         | Đoạt giải       |
| 2004 | Giải Mai Vàng                             | Đạo diễn sân khấu                          | Hãy khóc đi em - Ái Như                                                                             | Đoạt giải       |
| 2005 | Giải Mai Vàng                             | Nam nghệ sĩ kịch nói                       | Ngôi nhà anh túc - Thành Lộc                                                                        | Đoạt giải       |
| 2005 | Giải Mai Vàng                             | Nữ nghệ sĩ kịch nói                        | Huyền thoại nữ thần Lee Kim Chi - Thanh Thủy                                                        | Đoạt giải       |
| 2006 | HTV Awards                                | Nam diễn viên kịch nói được yêu thích nhất | Thành Lộc                                                                                           | Đoạt giải       |
| 2007 | Giải Mai Vàng                             | Đạo diễn sân khấu                          | Bí mật vườn Lệ Chi - Thành Lộc                                                                      | Đoạt giải       |
| 2007 | Giải Mai Vàng                             | Nam nghệ sĩ kịch nói                       | Bí mật vườn Lệ Chi - Hữu Châu                                                                       | Đoạt giải       |
| 2007 | Giải Mai Vàng                             | Nam nghệ sĩ kịch nói                       | Bí mật vườn Lệ Chi - Thành Lộc                                                                      | Đề cử           |
| 2007 | Giải Mai Vàng                             | Nam nghệ sĩ kịch nói                       | Hoàng tử Ai Cập - Đại Nghĩa                                                                         | Đề cử           |
| 2007 | Giải Mai Vàng                             | Nữ nghệ sĩ kịch nói                        | Bí mật vườn Lệ Chi - Thanh Thủy                                                                     | Đoạt giải       |
| 2007 | Giải Mai Vàng                             | Nữ nghệ sĩ kịch nói                        | Cưới vợ cho ai - Lê Khánh                                                                           | Đề cử           |
| 2007 | Giải Mai Vàng                             | Nữ nghệ sĩ kịch nói                        | Hoàng tử Ai Cập - Hoàng Trinh                                                                       | Đề cử           |
| 2007 | HTV Awards                                | Nữ diễn viên sân khấu được yêu thích nhất  | Bí mật vườn Lệ Chi - Thanh Thủy                                                                     | Đoạt giải       |
| 2008 | Giải Mai Vàng                             | Vũ Minh                                    | Sát thủ hai mảnh, Hợp đồng mãnh thú                                                                 | Đề cử           |
| 2008 | Giải Mai Vàng                             | Nam nghệ sĩ kịch nói                       | Lá cờ thuê sáu chữ vàng - Thành Lộc                                                                 | Đề cử           |
| 2008 | Giải Mai Vàng                             | Nam nghệ sĩ kịch nói                       | Hợp đồng mãnh thú - Huy Khánh                                                                       | Đề cử           |
| 2008 | Giải Mai Vàng                             | Nữ nghệ sĩ kịch nói                        | Sát thủ hai mảnh - Xuân Lan                                                                         | Đề cử           |
| 2008 | Giải Mai Vàng                             | Nữ nghệ sĩ kịch nói                        | Sát thủ hai mảnh - Hồng Ánh                                                                         | Đề cử           |
| 2008 | Giải Mai Vàng                             | Diễn viên hài                              | Hợp đồng mãnh thú - Thành Lộc                                                                       | Đề cử           |
| 2009 | Giải Mai Vàng                             | Đạo diễn sân khấu                          | Ngàn năm tình sử - Thành Lộc                                                                        | Đoạt giải       |
| 2009 | Giải Mai Vàng                             | Nam nghệ sĩ kịch nói                       | Ngàn năm tình sử - Thành Lộc                                                                        | Đề cử           |
| 2009 | Giải Mai Vàng                             | Nam nghệ sĩ kịch nói                       | Ngàn năm tình sử - Hữu Châu                                                                         | Đề cử           |
| 2009 | Giải Mai Vàng                             | Nữ nghệ sĩ kịch nói                        | Ngàn năm tình sử - Thanh Thủy                                                                       | Đề cử           |
| 2010 | Giải Mai Vàng                             | Nam diễn viên sân khấu                     | Con Tấm, con Cám - Hữu Châu                                                                         | Đề cử           |
| 2010 | Giải Mai Vàng                             | Nữ diễn viên sân khấu                      | Một cuộc đời bị đánh cắp - Lê Khánh                                                                 | Đoạt giải       |
| 2011 | Giải Mai Vàng                             | Vở diễn sân khấu                           | Quyền lực và tình yêu                                                                               | Đoạt giải       |
| 2011 | Giải Mai Vàng                             | Nam nghệ sĩ kịch nói                       | Quyền lực và tình yêu - Thành Lộc                                                                   | Đề cử           |
| 2011 | Giải Mai Vàng                             | Nữ diễn viên sân khấu                      | Ca sĩ ngôi sao - Lê Khánh                                                                           | Đoạt giải       |
| 2012 | Giải Mai Vàng                             | Vở diễn sân khấu                           | Vua thánh triều Lê                                                                                  | Đoạt giải       |
| 2012 | Giải Mai Vàng                             | Nam diễn viên sân khấu                     | Vua thánh triều Lê - Thành Lộc                                                                      | Đoạt giải       |
| 2012 | Giải Mai Vàng                             | Nữ diễn viên sân khấu                      | Lẩu trăn - Lê Khánh                                                                                 | Đoạt giải       |
| 2012 | Giải Cù Nèo Vàng                          | Đạo diễn xuất sắc                          | Lẩu trăn - Hữu Châu                                                                                 | Đoạt giải       |
| 2013 | Giải Mai Vàng                             | Vở diễn sân khấu                           | Bông hồng cài áo                                                                                    | Đoạt giải       |
| 2013 | Giải Mai Vàng                             | Nam diễn viên sân khấu                     | Bông hồng cài áo - Thành Lộc                                                                        | Đề cử           |
| 2013 | Giải Mai Vàng                             | Nữ diễn viên sân khấu                      | Hồn bướm mơ điên - Lê Khánh                                                                         | Đoạt giải       |
| 2014 | Giải Mai Vàng                             | Nam diễn viên sân khấu                     | Linh vật hoàng triều - Thành Lộc                                                                    | Đoạt giải       |
| 2014 | Giải Mai Vàng                             | Nữ diễn viên sân khấu                      | Chiếc vòng gia bảo - Lê Khánh                                                                       | Đề cử           |
| 2015 | Giải Mai Vàng                             | Vở diễn sân khấu                           | Người mua hạnh phúc                                                                                 | Đề cử           |
| 2015 | Giải Mai Vàng                             | Nam diễn viên sân khấu                     | Người mua hạnh phúc - Thành Lộc                                                                     | Đề cử           |
| 2015 | Giải Mai Vàng                             | Nữ diễn viên sân khấu                      | Cần ai đó để yêu thưởng - Lê Khánh                                                                  | Đoạt giải       |
| 2016 | Giải Mai Vàng                             | Nam diễn viên sân khấu                     | Tấm Cám - Thành Lộc                                                                                 | Đề cử           |
| 2017 | Giải Mai Vàng                             | Vở diễn sân khấu                           | Ngôi nhà không có đàn ông                                                                           | Đề cử           |
| 2017 | Giải Mai Vàng                             | Nam diễn viên sân khấu                     | Ngôi nhà không có đàn ông - Thành Lộc                                                               | Đề cử           |
| 2018 | Giải Mai Vàng                             | Vở diễn sân khấu                           | Tiên Nga                                                                                            | Đoạt giải       |
| 2018 | Giải Mai Vàng                             | Nam diễn viên sân khấu                     | Tiên Nga - Thành Lộc                                                                                | Đề cử           |
| 2018 | Giải Mai Vàng                             | Nữ diễn viên sân khấu                      | Tiên Nga - Lê Phương                                                                                | Đề cử           |
| 2018 | Giải Mai Vàng                             | Nữ diễn viên sân khấu                      | Tiên Nga - Lê Khánh                                                                                 | Đề cử           |
| 2019 | Giải Mai Vàng                             | Nam diễn viên sân khấu                     | Mơ giấc tình tình - Thành Lộc                                                                       | Đề cử           |
| 2020 | Giải Mai Vàng                             | Vở diễn sân khấu                           | Mưu bà Tú                                                                                           | Đề cử           |
| 2020 | Giải Mai Vàng                             | Nam diễn viên sân khấu                     | Cậu Đồng - Thành Lộc                                                                                | Đề cử           |
| 2020 | Giải Mai Vàng                             | Nam diễn viên sân khấu                     | Cậu Đồng - Hữu Châu                                                                                 | Đề cử           |
| 2021 | Giải Mai Vàng                             | Vở diễn sân khấu                           | Lời nguyền phù thủy                                                                                 | Đề cử           |
| 2022 | Giải Mai Vàng                             | Nam diễn viên sân khấu                     | Alo! Lộ hàng - Thành Lộc                                                                            | Đề cử           |
| 2022 | Giải Mai Vàng                             | Nữ diễn viên sân khấu                      | Alo! Lộ hàng - Ngọc Xuyên                                                                           | Đề cử           |
| 2022 | Giải Mai Vàng                             | Diễn viên hài                              | Cậu Đồng - Hữu Châu                                                                                 | Đề cử           |
| 2024 | Liên hoan Sân khấu TP.HCM, lần I năm 2024 | Vở diễn sân khấu                           | Đức Thượng công Tả quân Lê Văn Duyệt – Người mang 9 án tử                                           | Huy chương Vàng |
| 2024 | Liên hoan Sân khấu TP.HCM, lần I năm 2024 | Nam diễn viên sân khấu                     | NS Đình Toàn – vai Lê Văn Duyệt của vở Đức Thượng công Tả quân Lê Văn Duyệt – Người mang 9 án tử    | Huy chương Vàng |
| 2024 | Liên hoan Sân khấu TP.HCM, lần I năm 2024 | Nam diễn viên sân khấu                     | NSƯT Đại Nghĩa – vai Huỳnh Công Lý của vở Đức Thượng công Tả quân Lê Văn Duyệt – Người mang 9 án tử | Huy chương Vàng |
| 2024 | Liên hoan Sân khấu TP.HCM, lần I năm 2024 | Nam diễn viên sân khấu                     | NS Quang Thảo – vai Cậu Ba của vở Má ơi Út dìa!                                                     | Huy chương Vàng |
| 2024 | Liên hoan Sân khấu TP.HCM, lần I năm 2024 | Nữ diễn viên sân khấu                      | NSƯT Mỹ Duyên – vai Huỳnh Huệ Phi của vở Đức Thượng công Tả quân Lê Văn Duyệt – Người mang 9 án tử  | Huy chương Bạc  |
| 2024 | Liên hoan Sân khấu TP.HCM, lần I năm 2024 | Nữ diễn viên sân khấu                      | NS Hoàng Trinh – vai Đỗ Thị Phận của vở Đức Thượng công Tả quân Lê Văn Duyệt – Người mang 9 án tử   | Huy chương Bạc  |
| 2024 | Liên hoan Sân khấu TP.HCM, lần I năm 2024 | Nữ diễn viên sân khấu                      | NS Thiên Trang – vai Thảo của vở Má ơi Út dìa!                                                      | Huy chương Bạc  |

## Các sân khấu đang diễn
+ Idecaf hiện tại đang diễn chính ở viện trao đổi với pháp sân khấu kịch Idecaf tọa lạc tại số 28 Lê Thánh Tôn, Quận 1, Thành phố Hồ Chí Minh
+ Vào diệp hè sân khấu kịch idecaf còn diễn các vở kịch cho thiếu nhi là Ngày Xửa Ngày Xưa tại Nhà Hát Bến Thành địa chỉ là 6 Đ. Mạc Đĩnh Chi, Bến Nghé, Quận 1, Thành phố Hồ Chí Minh
+ Dịp kỉ niệm Ấn tượng 25 năm cho nên sân khấu đã diễn lại những vở kịch tiêu biểu như 12 bà mụ; bí mật vườn lệ chị; ... sân khấu đã diễn thêm ở Nhà Văn Hóa Thanh Niên tọa lạc tại 4 Phạm Ngọc Thạch, Bến Nghé, Quận 1, Thành phố Hồ Chí Minh 
1. ↑  .Giới thiệu Lưu trữ ngày 13 tháng 11 năm 2013 tại Wayback Machine
2. ↑  .Giới thiệu Lưu trữ ngày 13 tháng 11 năm 2013 tại Wayback Machine.

- Idecaf trên Facebook
- Idecaf trên YouTube
- Idecaf trên TikTok